# Vila Marianne Gellertové-Petschkové
Vila Marianne Gellertové-Petschkové, někdy nazývaná Třetí Petschkova vila, je stavba v Praze 6-Bubenči. Nachází se na adrese V sadech 2/44, na nároží Pelléovy ulice (Pelléova 44/22), naproti Lannově vile.

## Historie

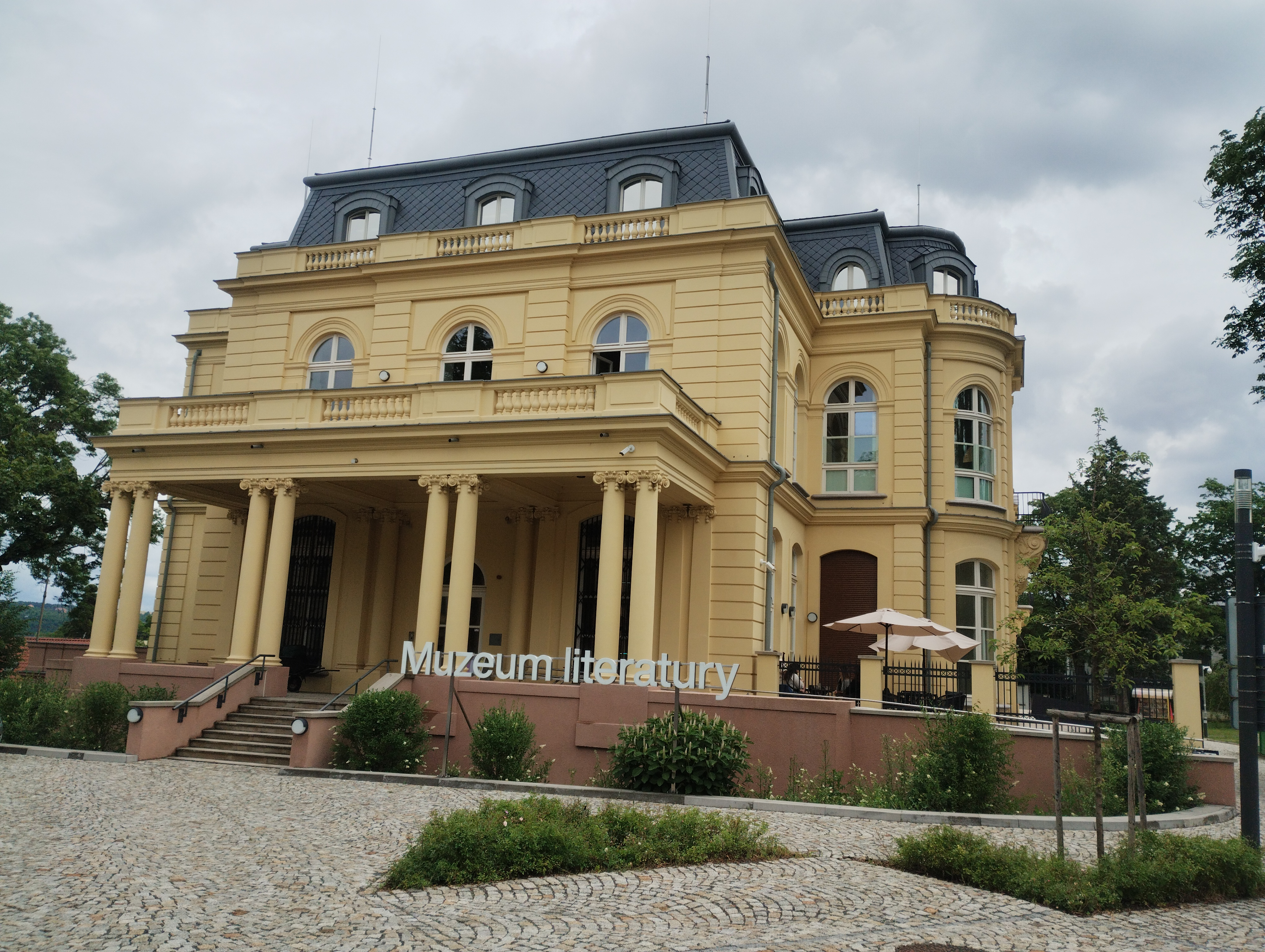
Vila dnes slouží jako sídlo PNP - Muzeum literatury

Tato vila byla postavena pro Marianne Gellertovou, roz. Petschkovou, druhorozenou dceru Julia Petschka a Berty, rozené Robitschekové. Jde o jednu ze staveb, které v Bubenči nechali vystavět členové bankéřské a průmyslnické rodiny Petschků (viz Vila Otto Petschka, Vila Friedricha Petschka). Stavba byla dokončena roku 1930. Rodina Petschkova emigrovala roku 1938. Po skončení druhé světové války zde až do roku 1989 sídlilo velvyslanectví Čínské lidové republiky. V roce 2005 Vláda České republiky objekt převedla do vlastnictví Památníku národního písemnictví. Až do roku 2012 o budovu probíhal soudní spor s hlavním městem Prahou, která si na ni rovněž činila nárok, ale soud dal za pravdu státu a Památník národního písemnictví (PNP) dne 23. června 2017 započal rekonstrukci vily. Po jejím dokončení se budova stala hlavním sídlem PNP, který postupně opustil tradiční sídlo ve Strahovském klášteře a od října 2022 otevřel veřejnosti své sbírky jako Muzeum literatury.

## Popis

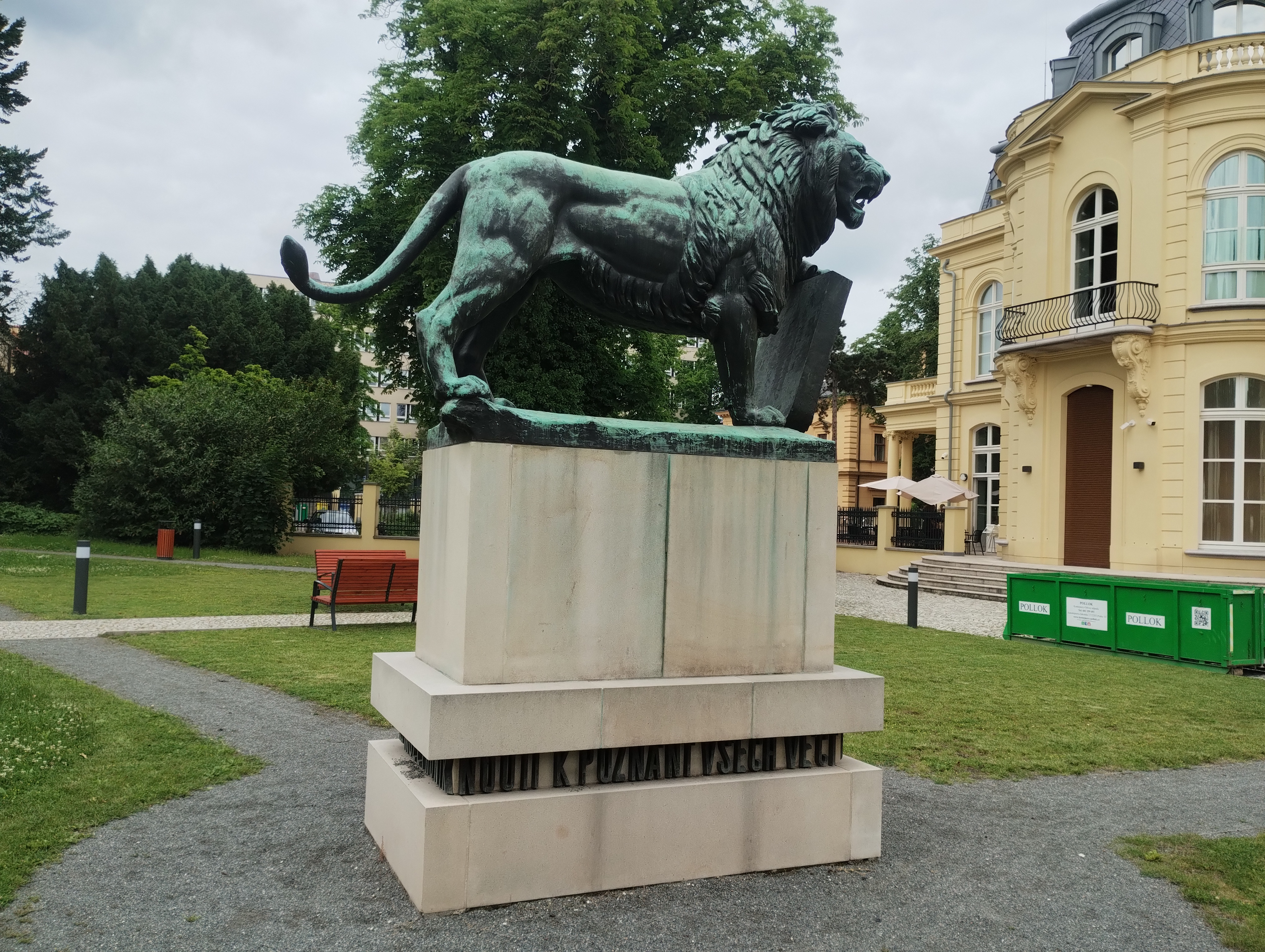
Socha lva od Bohumila Kafky stojící na zahradě u vily

Autorem je architekt Max Spielmann, který dům navrhl v eklektickém slohu. Průčelí budovy směřuje do zahrady. Rizality doplňují balkóny s barokně pojatým zábradlím. Boční fasádu, kde je v současnosti vstup do muzea, doplňují jónské sloupy. Zadní fasáda do ulice V sadech je s ohledem na klesající terén o patro navýšena. Se sídlem Památníku národního písemnictví sem byla přesunuta také bronzová socha lva se státním znakem od Bohumila Kafky, která je zapsána na seznamu kulturních památek ČR.

## Majitelé
Marianne Petschková, zvaná Mitzi (* 23. listopadu 1896 Praha-8. července 1950) se v rámci fúze rodinných podniků Petschků s českobudějovickou papírnou Gellert & Co provdala za Leopolda Richarda Gellerta (1896-1969), zatímco její sestra Margarethe, zvaná Grete (* 12. února 1894 Praha-1980 New York) se provdala za jeho bratra Oswalda. Rodina se dvěma syny (Robertem a Donaldem) v roce 1938 emigrovala přes Anglii do Spojených států, kde zanechala početné potomstvo. Gellertovi žili a zemřeli ve státě New York.